# لورنتزو پاتا
لورنتزو پاتا (ایتالیایی: Lorenzo Patta؛ زادهٔ ۲۳ مهٔ ۲۰۰۰) دونده اهل ایتالیا است.